# Elecciones estatales de Quintana Roo de 2010
Las elecciones estatales de Quintana Roo de 2010 se celebraron el domingo 4 de julio de 2010, y en ellas se renovaron los siguientes cargos de elección popular en el estado mexicano de Quintana Roo:
- Gobernador de Quintana Roo. Titular del Poder Ejecutivo del estado, electo por única ocasión para un periodo extraordinario de cinco años y cuatro meses no reelegibles en ningún caso. El candidato electo fue Roberto Borge Angulo.
- 9 ayuntamientos. Compuestos por un Presidente Municipal, un síndico y regidores, electos por única ocasión para un periodo de dos años y cuatro meses no reelegibles para el periodo inmediato.
- 25 diputados del Congreso del Estado. 15 electos por mayoría relativa en cada uno de los Distrito Electorales Locales y 10 por el principio de representación proporcional electo por única ocasión para un periodo de dos años y cuatro meses no reelegibles para el periodo inmediato.

## Candidatos

### Gubernatura
|  | 16.41 % |

|  | 55.74 % |

|  | 27.85 % |

|  | 100.00 % |

### Ayuntamientos

#### Ayuntamiento de Cancún
| Partido/Coalición | Partido/Coalición                                                | Candidato | Candidato                   |
| ----------------- | ---------------------------------------------------------------- | --------- | --------------------------- |
|                   | Mega Alianza Todos por Quintana Roo (PAN, PRD, PT, Convergencia) |           | Julián Ricalde Magaña Hecho |
|                   | Quintana Roo Avanza (PRI, PVEM, PANAL)                           |           | Guadalupe Novelo Espadas    |

#### Ayuntamiento de Chetumal
| Partido/Coalición | Partido/Coalición                      | Candidato | Candidato                             |
| ----------------- | -------------------------------------- | --------- | ------------------------------------- |
|                   | Partido Acción Nacional                |           | Juan Carlos Pallares Bueno            |
|                   | Quintana Roo Avanza (PRI, PVEM, PANAL) |           | Carlos Mario Villanueva Tenorio Hecho |
|                   | Partido de la Revolución Democrática   |           | No ha designado candidato             |
|                   | Partido del Trabajo                    |           | Rivelino Valdivia Villaseca           |
|                   | Convergencia                           |           | No ha designado candidato             |

#### Ayuntamiento de Cozumel
- Aurelio Omar Joaquín González  Hecho

#### Ayuntamiento de Tulum
| Partido/Coalición | Partido/Coalición                                                | Candidato | Candidato                |
| ----------------- | ---------------------------------------------------------------- | --------- | ------------------------ |
|                   | Mega Alianza Todos por Quintana Roo (PAN, PRD, PT, Convergencia) |           | Alonso Ventre Sifri      |
|                   | Quintana Roo Avanza (PRI, PVEM, PANAL)                           |           | Edith Mendoza Pino Hecho |

## Elecciones internas de los partidos políticos

### Partido Acción Nacional
El 11 de enero de 2010 se verificaron los primeros pronunciamientos dentro del PAN por la postulación de Gustavo Ortega Joaquín como candidato a la gubernatura, sin embargo, el PAN considera la posibilidad de integrarse en una alianza electoral con el PRD, PT y Convergencia. Esto fue nuevamente confirmado el 13 de febrero, volviéndose a mencionar la precandidatura de Gustavo Ortega Joaquín, además de las de Alicia Ricalde Magaña y Mercedes Hernández Rojas, sin descartar la posibilidad de apoyar a un candidato de la alianza con el PRD, PT y Convergencia. El 25 de marzo, Gustavo Ortega Joaquín solicitó y obtuvo licencia al cargo de diputado federal para buscar la candidatura de su partido a la gubernatura, acto seguido el 2 de abril por Alicia Ricalde Magaña, quien solicitó licencia como Presidenta Municipal de Isla Mujeres con el mismo fin.
Finalmente el 30 de abril de 2010 el comité ejecutivo nacional del PAN resolvió descartar la posibilidad de la coalición con el PRD, quien postuló a Gregorio Sánchez Martínez, mientras que el PAN postuló como candidata a la gubernatura a Alicia Ricalde Magaña.

### Partido Revolucionario Institucional
El 25 de enero de 2010 el Consejo Político Estatal del PRI determinó que la elección de su candidato a la gubernatura sea mediante convención de delegados.
El 19 de marzo de 2010 se dio a conocer una encuesta sobre las preferencias electorales entre los probables precandidatos del PRI, resultando en primer lugar Carlos Joaquín González con el 30.2%, seguido de Roberto Borge Angulo con el 16.7%, Eduardo Espinosa Abuxapqui con el 11.9%, Sara Latife Ruiz Chávez con el 4.1% y Cora Amalia Castilla con el 2.8%. El 24 de marzo, uno de los contendientes por la candidatura, Roberto Borge Angulo, solicitó y le fue concedida licencia como diputado federal,; mientras que al otro interesado, Carlos Joaquín González, el comité ejecutivo nacional del PRI le pidió permanecer en su cargo de diputado federal; ante ello, el 26 de marzo Carlos Joaquín González anunció su declinación en la intención de buscar ser candidato del partido a la gubernatura; ese mismo día, los sectores del PRI se pronunciaron públicamente por la precandidatura de unidad de Roberto Borge Angulo.

### Partido de la Revolución Democrática, Partido del Trabajo, Convergencia
El 12 de enero de 2010 el PRD, el PT y Convergencia anunciaron su intención de integrarse en una colación electoral rumbo a la elección de la gubernatura, así como la postulación como precandidato a dicho cargo del alcalde de Benito Juárez, Gregorio Sánchez Martínez, y la posibilidad de sumar a dicha alianza al PAN y al PANAL; el 13 de enero la Suprema Corte de Justicia de la Nación declaró inconstitucionales los requisitos establecidos por una reforma a la Constitución de Quintana Roo que señalaban una residencia efectiva mínima del estado de 20 años y que como tal impedían la postulación como candidato de Gregorio Sánchez Martínez, siendo entonces elegible para el cargo postulado por una coalición opositora al PRI.
El 31 de marzo, Sánchez Martínez solicitó licencia como Presidente Municipal de Benito Juárez, y el 3 de abril se registró como precandidato del PRD a la gubernatura. Sin embargo, el contendiente a la precandidatura de Greg, Juan Fernando Cedeño, decide retirarse quedando como candidato a la gubernatura de Quintana Roo. El 25 de mayo del mimo año fue detenido en el Aeropuerto Internacional de Cancún por la Procuraduría General de la República acusado de lavado de dinero y delitos del crimen organizado. Por lo que 15 de junio  y a solo 16 días de finalizar la campaña electoral, su coordinador de campaña Gerardo Mora Vallejo es nombrado de conmo candidato sustituto.